# George Ellery Hale
George Ellery Hale, född 29 juni 1868 i Chicago, död 21 februari 1938 i Pasadena, var en amerikansk astronom och fysiker.
Hale var 1890–1896 direktor för Kenwood Astrophysical Observatory i Chicago och blev 1897 professor i astrofysik vid universitetet där. Det stora Yerkesobservatoriet uppfördes och utrustades under Hales ledning 1892–1897, och han blev dess förste direktor. Då det nya, huvudsakligen för solundersökningar avsedda, Mount Wilson-observatoriet i Kalifornien grundlades av Carnegie Institution i Washington 1904 kallades Hale att överta ledningen av detsamma, en befattning vilken han innehade till 1923.
Hales arbeten ligger främst inom solforskningen, inom vilket område han var en av sin tids främsta forskare. Redan 1889 började han sina försök att med hjälp av fotografin åstadkomma avbildningar av solranden med protuberanserna. Den av honom för detta ändamål uppfunna apparaten var spektroheliografen. De resultat, som erhölls med användande av detta instrument, sträckte sig långt utöver de ursprungligen åsyftade och var för utforskandet av solens fysiska beskaffenhet av den största betydelse. 
Hale publicerade en mängd viktiga undersökningar över bland annat solprotuberanserna och solfacklorna, fotosfärens och solfläckarnas spektra och struktur samt rörelserna inom solatmosfären. En stor del av dessa arbeten publicerades i den av Hale tillsammans med W.W. Payne 1892-94 utgivna tidskriften "Astronomy and Astrophysics" samt i den av Hale i förening med James Edward Keeler 1895 uppsatta viktiga internationella The Astrophysical Journal. Från 1905 utgav han även "Contributions from the Solar Observatory, Mt. Wilson, California", vilka delvis var avtryck ur sistnämnda tidskrift.
Hale tilldelades en lång rad medaljer, bland vilka kan nämnas Janssenmedaljen 1894, Rumfordpriset 1902, Royal Astronomical Societys guldmedalj och Henry Draper-medaljen 1904, Bruce-medaljen 1916, Jules Janssens pris 1917, Franklinmedaljen 1927 samt Copleymedaljen 1932. Han blev ledamot av Vetenskapssocieteten i Uppsala 1907 och av svenska Vetenskapsakademien 1925.

## Eftermäle
Asteroiden 1024 Hale är uppkallad efter honom.